# 紐鎮 (新南威爾斯州)
新镇，又譯纽鎮、鳥湯、紐湯，是澳大利亚新南威尔士州悉尼内西区的一个市区，位于悉尼中心商务区西南约4（2.5英里）处，由悉尼市以及马利维议会（Marrickville Council）两个地方政府行政區共同管理。
新镇的商业、娱乐活动中心集中于其主街——京街（King Street）。这条大街北起悉尼大学附近脊地隆起处，依自然地势向南徐落沿伸，最南端与王子公路（Princes Highway）汇合。
在京街的新镇桥（Newtown Bridge）路口，有一条摩道（Enmore Road）分叉而出。它横穿新镇火车站（Newtown Station）的铁路线，通向摩城区。烟摩道与京街合计总长达9.1公里，街道两侧共有大约600间店面。新镇的中心购物路段，是自维多利亚后期与联邦时期以来，澳大利亚最长、最完整的商业区。当地媒体常将京街称作“食街”，因为该处聚集了大量不同文化背景的咖啡馆、酒吧与餐厅。而在京街的周边街道上，也可以找到不少咖啡馆、餐厅和画廊。

## 历史

### 原住民历史
新镇地区曾是依奥拉（Eora）民族、卡地哥（Cadigal）部落的领地。该民族分布于悉尼港（Sydney Harbour）南部沿海地区，自东南的博塔尼湾(Botany Bay)至西部的必打甚（Petersham）。据沃特金·坦奇（Watkin Tench）评论称，通过原著民的独特管理方式证实，该地区的广阔草原是袋鼠繁殖的理想场所。
第一个以基督教葬礼下葬的原住民是一个名叫汤米（Tommy）的十一岁男孩，他因支气管炎不治，死于悉尼医院（Sydney Infirmary），后葬于坎珀当公墓（Camperdown Cemetery）。他当时所葬的区域现已不在公墓围墙之内。该公墓中还有一座于1944年落成的纪念碑，为了纪念另外三名埋葬于公墓内的原住民：摩哥（Mogo）、 威廉·佩里（William Perry）、范德琳娜·卡波瑞吉尔（Wandelina Cabrorigirel）。不过他们的墓穴现在已经无法辨认了。由于记录原住民葬礼的文件手写文字难以辨认，所以当他们的名字从这些原始文件中誊抄到纪念碑上时，出现了一个错误：原本的曼德琳娜（Mandelina）被记成了范德琳娜（Wandelina）（均为原住民语）。
京街是新镇的主要交通干线。据传闻，这条路是原住民祖先们的主要西部路径的分支，现在毗邻百老汇街和巴拉玛打路，并且一直延伸到波塔尼湾的沿岸地区。

### 19世纪

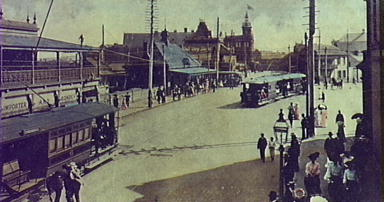
彩色明信片上的京街与新镇火车站（Newtown Station）（约1906年）

19世纪，新镇作为一个农业和住宅同时发展的区域发展起来。该镇的名字源自于一个当地的杂货铺，在1832年由约翰和伊莉莎来波斯特（John & Eliza Webster）夫妇经营，当时的位置就在现今的新镇火车站附近。他们在店门口立起一块招牌，写着“新城镇商店”。“新城镇”（New Town）这一名字后来逐渐被“新镇”（Newtown）所取代。

位于京街南部的新镇，在1794年到1799年之间，曾经是亚瑟·菲利普（Arthur Phillip）总督以及尼古拉斯·迪瓦恩（Nicholas Devine）总看守长辖下两个地区的一部分。亞士堅胡（Erskineville）和麥當勞城（Macdonaldtown）的大部分地区也曾经是迪瓦恩的领地。在1827年，迪瓦恩90岁那年，该片地区被他管辖的一个罪犯贩卖给了当时悉尼地区富有影响力的众多权贵，譬如当时的市长。迪瓦恩的后代约翰·迪瓦恩（John Devine），一个伯明翰车身制造工，公然挑战这份遗嘱，但是被判为公开欺诈。“新镇驱逐案”因为迪瓦恩的一笔相当可观的赔偿金（数额不明），而最终被法庭宣判庭外和解，涉案土地被进一步分割成不同的房屋，现在已经演变为排屋、商店和工厂。

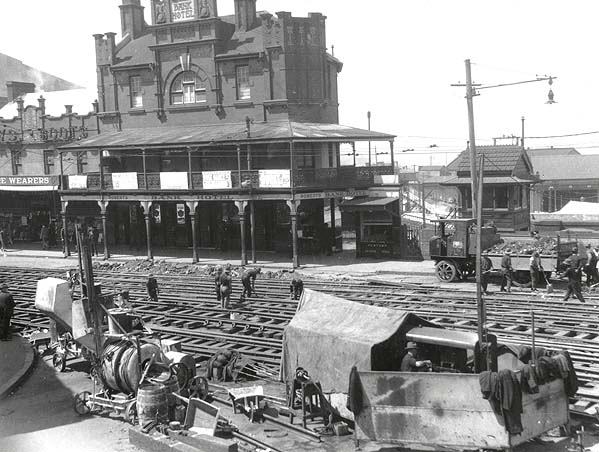
新镇，1927年，工人们正在重新铺设电车轨道

京街以北的部分区域，曾经属于坎珀当地区（Camperdown），现在被划入新镇范围。该地区被受封的威廉·布萊（William Bligh）命名，他将这块土地转送给他的女儿女婿，继而自己在1810年返回英格兰。在1848年，该地区被悉尼英国公墓教会公司（Sydney Church of England Cemetery Company）接收并且修建成为城市边缘地区的公墓。与新镇的京街仅一街之隔的公墓，在该地区的生活中变得重要起来。在其1849到1868年的服务期间，共有15000悉尼人埋葬在这个公墓。其中绝大多数是当时的贫民们，他们既没有墓碑也没有独立的墓穴。特别是在寻麻疹的流行季节，甚至能有12人同埋一个墓穴的情况出现。坎珀当公墓（Camperdown Cemetery）保存至今，虽然规模缩小了不少，但是仍然留存了19世纪的风貌。守墓人的小屋、一颗历史可追溯至1848年的无花果树，以及同年种下的一些橡树，都被保留了下来。这里现在是新镇地区的主要绿地。埋葬在公墓的名流们有：勘探先锋托马斯·利文斯通·米歇尔爵士（Sir Thomas Livingstone Mitchell），艾德蒙·洛克伊尔少校（Major Edmund Lockyer），以及玛丽·贾米森女士（约翰·贾米森爵士遗孀；贾米森爵士是殖民地的开拓者、医生、宪法改革者以及“领土骑士”）。该公墓还埋葬了很多1857年邓巴船难的遇难者。

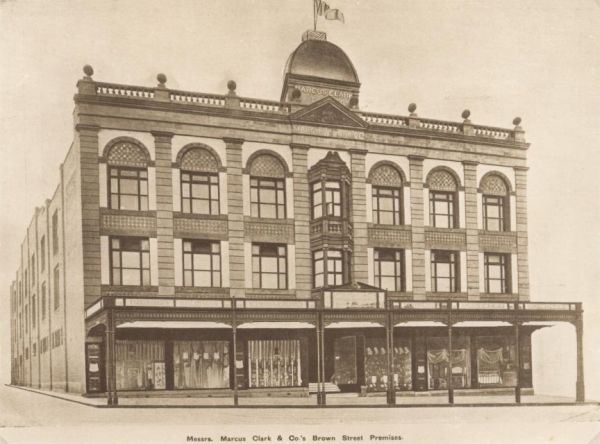
澳大利亚主要零售商之一，马库斯·克拉克（Marcus Clark），其总部曾设立于新镇

1845年，艾德蒙·布萊克特（Edmund Blacket）在史蒂芬街（Stephen Street）上建立了第一个圣公会教堂，位置就在现今的社区中心。随后，一系列教堂相继建立起来，包括1850年的圣约瑟夫罗马天主教堂（St Joseph's Roman Catholic Church），京街上的卫理公会教堂（Methodist Church）（即现在的新镇教会（Newtown Mission）），教堂街（Church Street）上的洗礼会教堂（Baptist Church）。保存至今的圣史蒂芬圣公会教堂（St Stephen's Anglican Church）就是一个极好的维多利亚式哥特建筑的例子，一如它的前身一样，由布萊克特设计并且于1871年至1880年之间在公墓上建成。公墓与该教堂都被国民托管组织（National Trust）注册为国家重要建筑物。教堂中的米尔斯和斯坦班克牌（Mears and Stainbank）风琴在澳洲是第一无二的。而教堂中1874年的沃克父子牌（Walker and Sons）管风琴是新南威尔士公认最好的风琴之一。
1862年12月12日，新镇自治区被分割为三个管区——欧康纳尔（O'Connell），金士顿（Kingston）以及恩莫尔，共涵盖了480英亩（1.92平方公里）。在1893年，一项草案提议要将“南悉尼”重新命名（因为杰克逊港（Port Jackson，即悉尼港）以北的两个自治区曾在三年前合并为北悉尼（North Sydney）），但是这一草案并未实施。

#### 房屋
虽然新镇的建筑可追溯至更早时期，但其在19世纪末发展最为迅速。许多昔日的农场和其它大型楼盘被再分割或发展成为墙壁相连的房屋，普遍称为“排屋”。由于它们大量采用维多利亚时期粉饰墙面、蕾丝花纹金属阳台，以及装饰品建筑的风格，所以许多新镇街道看起来与其它知名的城区，如格利伯（Glebe）、帕丁顿（Paddington）和波梅茵（Balmain）等相似。
大约从1870年开始，新镇有很大一部分居民居住在相对最廉价的排屋里，其中大部分是“两间上、两间下”的格局，厨房在后面；有的排屋之间只有一墙相隔（仅一块砖厚度），屋顶则毫无间隔，由住户共享。数百栋这样的排屋仍旧保持大致4米（13英尺）宽。投机开发商经常连续修建一整排这样的小型住宅式排屋，并将路口转角处的最后一间拓宽为正常比例的1.5倍，作为商业营业场所用房，也就是人们常说的“街头小店”。在联邦政府时期，单层排屋变得越来越普遍。

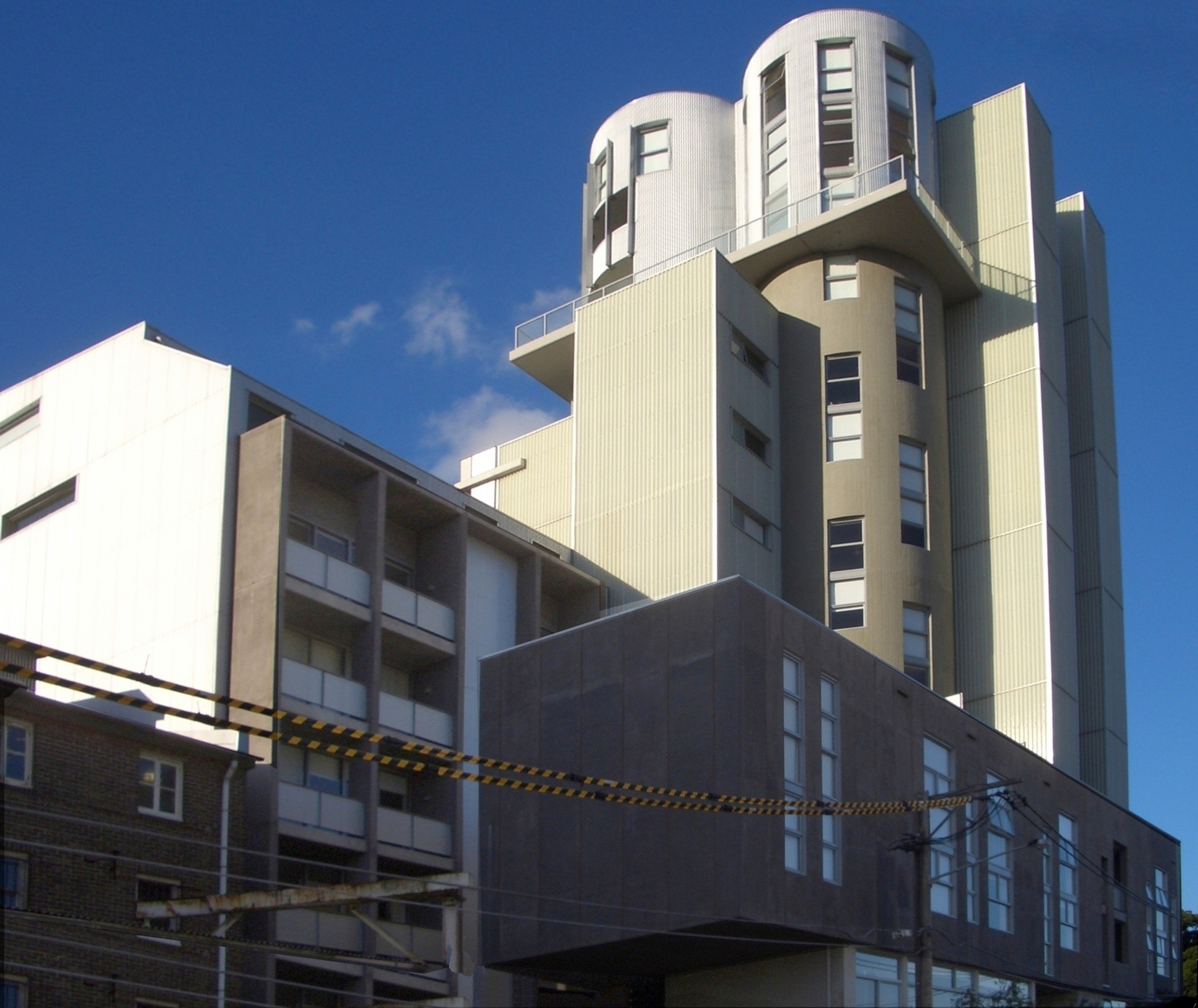
筒仓公寓（Silo apartment complex）

这种小型房屋的优势标志着大部分新镇居民中工薪阶级的就业方向，他们之中有许多在市区或者当地小店、工厂、仓库、砖厂，以及附近的艾利铁路车间（Eveleigh Railway Workshops）工作。零售和服务业在此期间逐渐成为小镇的主要经济，其雇员、店主，及其他经商者共占了新镇70％－75％的工作人口。在19世纪末到20世纪初，新镇繁荣发展，以至于1912年出版的《新镇市银禧纪念》（Jubilee Souvenir of the Municipality of Newtown）将它称作 “……悉尼周边最为富有的郊区之一。”
也一些更大型的房屋如气势雄伟的维多利亚风格府邸，以及在北新镇的布朗街（Brown Street)和南新镇的霍姆伍德（Holmwood）某些地区更大、更为时尚的多排排屋。在悉尼其它许多历史悠久的地区，有一些最为宏伟和意义深远的房屋。例如“厄斯金内别墅（Erskine Villa）”，以前位于亞士堅道（Erskineville Road），是亞士堅胡市區名字的由来，但已被拆除并重新分配物业。又如，另一大损失是在车站街（Station Street）的玛丽·莱蓓（Mary Reibey)故居。新南威尔士州住房管理部（NSW Department of Housing）在1964年将其买下，并于1967年拆除，取代而之的是一个公共房屋性质的公寓。只有莱蓓所雇用的奶牛场老板那栋茅舍保存了下来，位于街道再下去一点点。
新镇保存下来的19世纪住宅中，最令人印象深刻的，是向着北新镇沃伦波尔大街（Warren Ball Avenue)延伸的五层大厦，它既雄伟又高雅，而且面对着霍利斯公园（Hollis Park)。
自19世纪开始，新镇地区成为主要的商业和工业中心。京街发展成为一个兴旺的零售区，不久，工厂、作坊、仓库，以及各种类别和面积不一的商业与零售店铺就星罗棋布地坐落在新镇地区。一些主要的产业在19世纪末的大新镇时期建成，包括艾利铁路车间（Eveleigh rail workshops）， 位于北新镇—达林顿（Darlington）的艾斯尔果酱和蜜饯厂（IXL jam and preserves factory），圣彼得斯砖瓦厂（St Peters brickworks）和在坎珀当（Camperdown）的弗勒陶器厂（Fowler Potteries）。

### 20世纪前叶

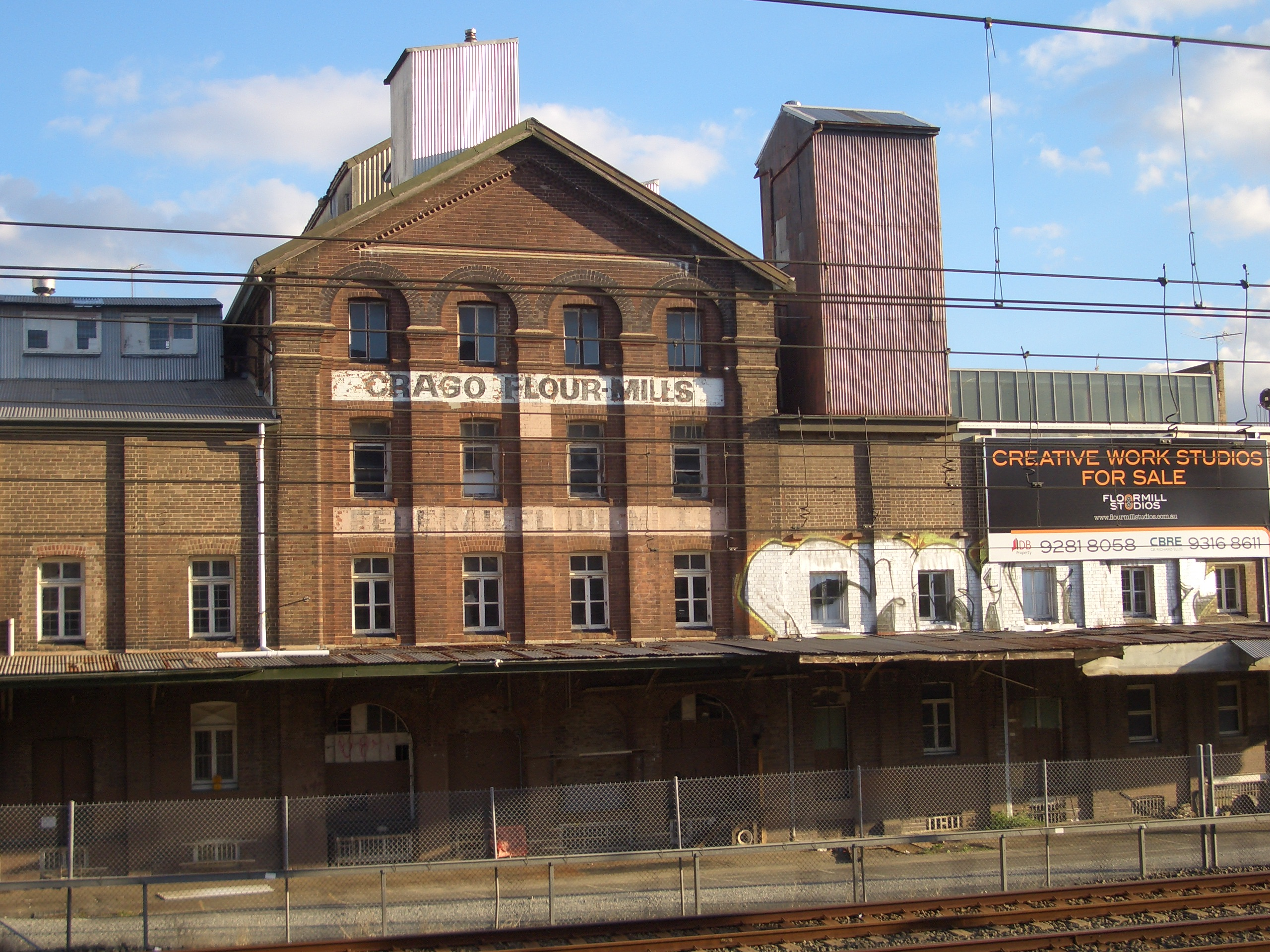
克拉戈面粉厂（Crago Flour Mill

虽然新镇在19世纪末期开始繁荣，但是在20世纪上半叶，特别是在大萧条时期，它像其它城郊区域（如格利伯（Glebe）、 帕丁顿（Paddington））一样，面积日渐缩减。其原因是富裕的悉尼人更喜欢在更新、更著名的地区定居。在1949年，新镇被纳入了悉尼市。

### 20世纪中叶
新镇原是一个相对繁荣的郊区，其遗迹是众多气派的维多利亚风格豪宅。然而，新镇的许多地方已经逐渐变成工人阶级的飞地，以20世纪为例，新镇是一个低收入、“蓝领”市郊区域，经常被诋毁为贫民窟。在战后时期，低廉的租金和房价吸引了欧洲来的新移民，新镇的人口发生了根本性的变化，成为庞大的移民社区家园。
在1968年，阿斯金国家自由党（Askin State Liberal)政府提出了富有争议的地方政府边界再分配的提案，认为部分新镇应归于马利维议会所有。从70年代起，随着战后人口的增加，许多新兴家庭和老年人搬到边远的郊区建造更大的房子，以致于相对廉价的排屋和别墅进入了租赁市场。由于靠近扩建的悉尼大学和悉尼中心商务区，且租金相对低廉，新镇在20世纪60和70年代开始吸引大学生。该地区成为学生在悉尼的分享住宿（share-households），咖啡馆、酒吧和餐馆的发展使之成为众多年轻人的圣地。新镇获得了波希米亚中心的声誉，与此同时，同性恋人口也增长了。

### 20世纪末叶及21世纪前叶

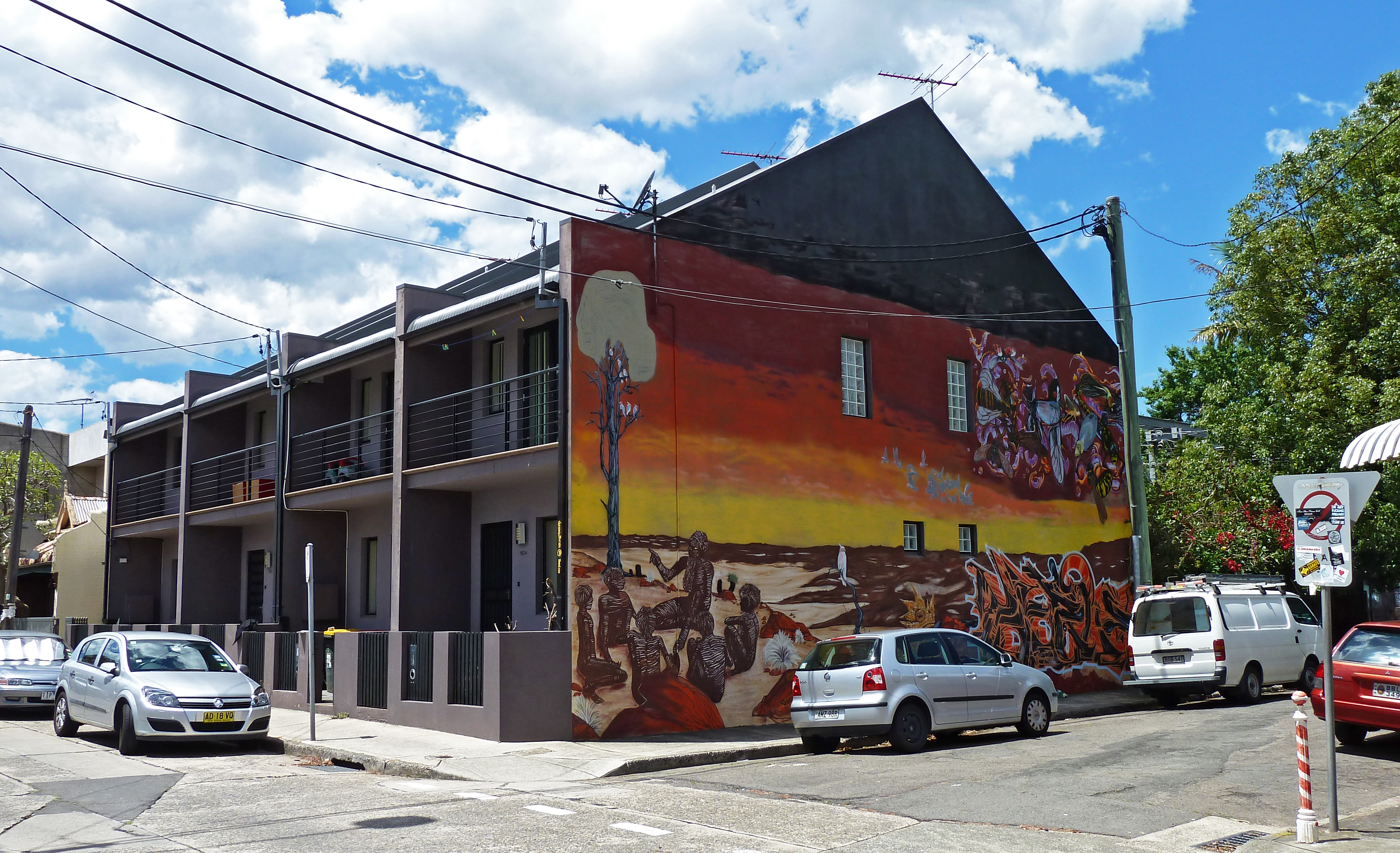
新镇，洛德街（Lord Street）100—102号

20世纪80年代，大概是新镇最多样化的时期，此时，廉价住房仍然存在。在20世纪90年代，许多历史悠久的企业关闭，其中包括布伦南斯(Brennan’s)百货公司——一个在19世纪建立的老式百货商店，也是新镇在维多利亚商贸鼎盛时期的最后遗迹之一。

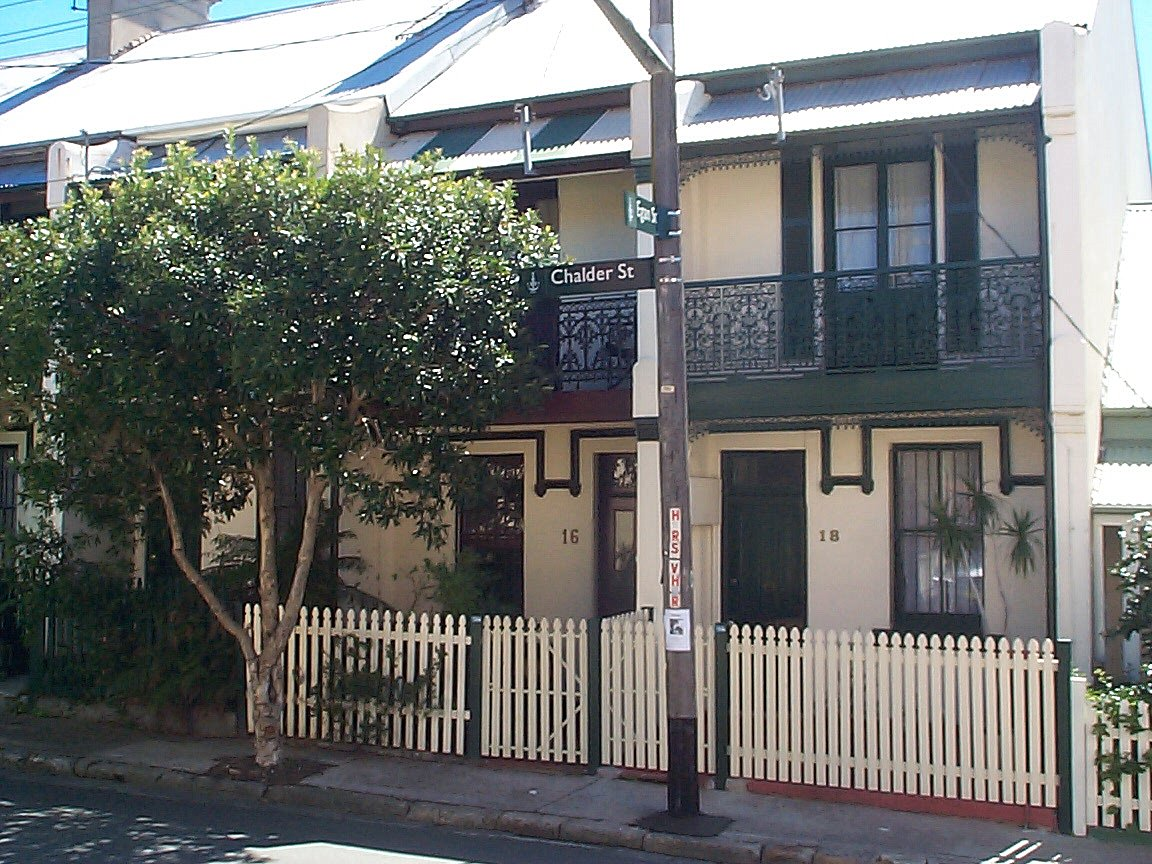
典型的新镇排屋

许多房屋已经经过修复并保持了19世纪悉尼的建筑风格。新镇北端（靠近悉尼大学和市区）被认为是较为富有声望的，这部分地区的房价和租金往往高于像恩莫尔或者圣彼得斯（St Peters）那样在南新镇的其它类似物业。像其它悉尼城区一样——尤其显著的如帕丁顿（Paddington）和格利伯（Glebe）——高档化导致了另一个新镇人口的转变。从20世纪70年代起，许多主要的工业和商业用地面积或是关闭或是迁出。京街许多商业用地，以前是多楼层的库房，重建成如阿尔法楼（Alpha House）和贝塔楼（Beta House）那样的配套公寓。在成为公寓之前，阿尔法楼（Alpha House）和贝塔楼（Beta House）是两个艺术家仓库，诞生了许多澳大利亚国内、国际的演艺公司和艺术家。其中一个公司，“在墙上的腿”（‘Legs on the Wall’www.legsonthewall.com.au)，是在贝塔楼（Beta House）创作的，由同名戏剧原作导演嘉里·德威尔（Kerry Dwyer)提议，而原作成员兼监制的布莱恩·基奥（Brian Keogh）则曾坚持把他的腿围绕在陈旧的窗户上伸展来作为日常仪式的一部分。
该地区其中一个最具意义且最为明显的变化是筒仓公寓（Silo apartment complex）的重建，其占地包括克拉戈面粉厂（Crago Flour Mills）和前粮仓的部分面积，并在原有的新镇火车站所在地建成，位于车站街（Station Street）街尾。开发商并没有拆除筒仓并盖上新的建筑物，而是重建了原有的大厦并增建了一系列圆形公寓空间，在底层构建了更为传统型建筑结构的公寓。

## 交通运输

### 铁路

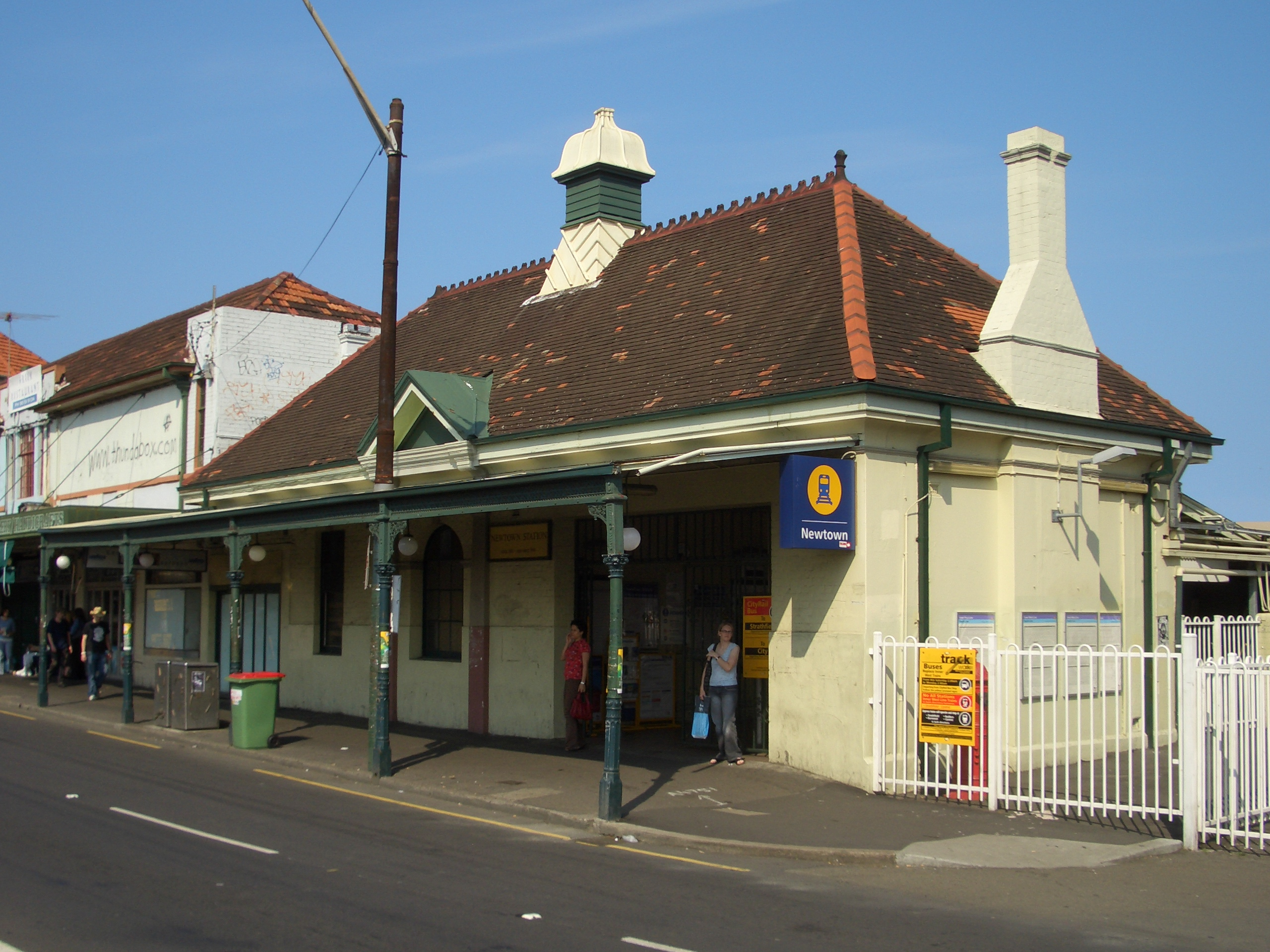
新镇火车站（Newtown Station）

新镇火车站（Newtown Railway Station）属于城铁网络（CityRail Network）的内西线（Inner West Line）。 该站于1855年运营，是悉尼至巴拉玛打（Parramatta）铁路线上的原四个中间站之一（另几个为艾士菲（Ashfield），伯伍德（Burwood）和霍姆布斯（Homebush）），服务达每天10趟蒸汽火车之多。1878年，该站从站前街迁至到现在的位置：京街与恩莫尔路岔路口。
该火车站在使用功能设计上很不合理。因为目前该站建在京街地下的一个又窄又深的巷道里，致使站台低于街道水平面数米以下，只能通过一个陡峭的楼梯到达。 新南威尔士州政府在2007年预算中，承诺拨款给该站进行升级改造，包括安装电梯、新楼梯、遮雨棚、厕所和照明设施。
直到20世纪60年代悉尼的电车都被取消前，新镇一直是一个火车、电车中转的主要枢纽，有一些电车线路途径此站。但新镇的老电车厂（长期闲置，现在基本弃置）仍然伫立在火车站旁。

### 公交车
悉尼巴士公司（Sydney Buses）经营新镇的公交车。公交车服务取代了电车并沿袭了以前的路线编号（422路、426路、428路）并延续旧电车路线：沿京街及恩莫尔路，向内至市区，向外分别至天丕（Tempe），达利奇希尔（Dulwich Hill）和間打巴利（Canterbury）。从那时起添加了423路：从市区至金斯格罗夫（Kingsgrove），途径新镇。还有352路，向东行驶途径薩里山至邦代匯（Bondi Junction），还有370路，向北至悉尼大学（University of Sydney）和賴卡（Leichhardt），东南至新南威尔士大学（University of New South Wales）和库吉（Coogee）。

## 教育
在20世纪90年代，新镇中学（Newtown High School）经新南威尔士州技术与继续教育学院（NSW Department of Education and Training）选定为一个新的专业表演艺术高中的地点，将传统教育学科和音乐、戏剧表演教育相结合。这所学校现更名为新镇表演艺术公立中学（Newtown High School of the Performing Arts）。
此地区小学和幼儿园包括：
- 新镇公立学校（Newtown Public School）
- 北新镇公立学校（Newtown North Public School）
- 澳大利亚街幼儿园（Australia Street Infants School）
- 凯姆丹威尔公立学校（Camdenville Public School）
- 圣若瑟书院（St Joseph's College）（已废止）

## 地标性建筑

### 酒吧
就工商业历史来说，新镇地区一直有很多酒吧，其中包括一些维多利亚晚期的建筑，以及一些具有20世纪中期的装饰艺术风格。2000年7月，历史学家克里斯·米德（Chrys Meader）将“马尔堡（The Marlborough）” 称为“新镇入口”。该建筑坐落于京街和米森登路（Missenden Road）宽阔的交叉路口，因其外表的艺术墙砖已经全部脱落，并且上半部分严重损毁，而给人以强烈的视觉冲击。此后，为阻止损毁进一步恶化，而产生了向委员会的抗议。

### 特罗卡德罗（Trocadero）

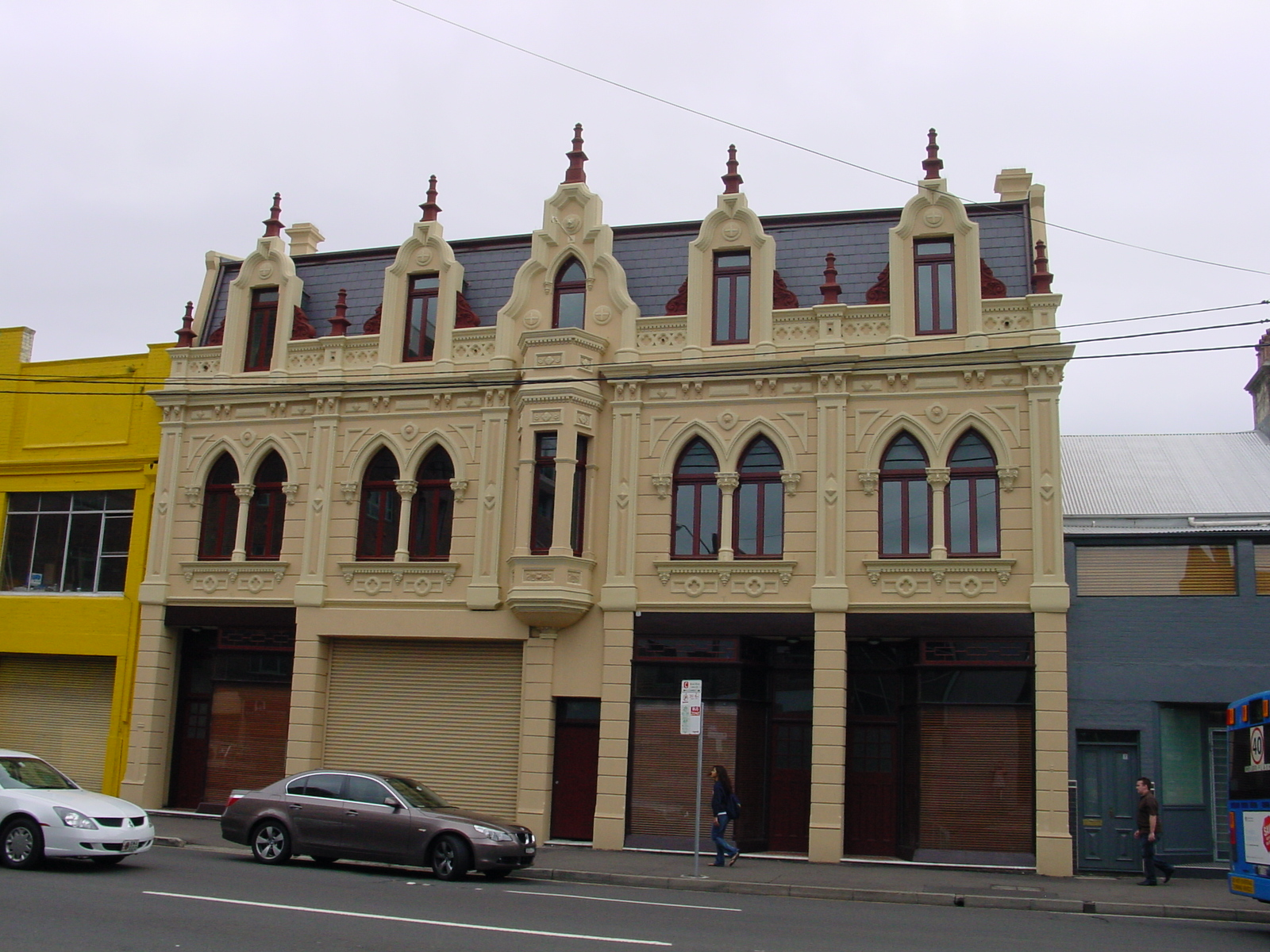
2007年修复后的特洛卡迪罗舞厅（The Trocadero）

近年来，新镇的主要建筑保护工程之一，是修复京街北的得特罗卡德罗舞厅（Trocadero Dance Hall）。这家大型娱乐场所于1889年开业，是悉尼现存的最后几所19世纪的舞厅之一。 多年来，它曾经发挥多项功能：舞厅，溜冰场，电影院，拳击和杂耍表演场地，自行车厂和机车车身厂。
自1920年起，它为格雷斯兄弟零售公司（Grace Brothers Retail Company）所有，一些区域被作为商店或住宅出租。建筑北侧店面中，有一家拥有多年历史的“莫瑞斯氏黎巴嫩餐厅（Maurice's Lebanese Restaurant）”，约翰·肯尼迪（John Kennedy）的名曲《身处国王街我便是国王》（On King St I'm A King）中就提到了这家餐厅加以纪念。1974年，该建筑被摩尔神学院（Moore Theological College，下同）买下，1981至1994年间为康·德里斯（Con Dellis）二手家具店，但那之后再也无人租用。 幸运的是，2005—2006年间，摩尔神学院通过一项获得支持的修复计划，还原了这座杰出的19世纪建筑，包括其精心设计的佛兰德风格（Flemish-style）门面，恢复了其昔日的光彩。

### 伯兰大厅（Burland Hall）
一个经历了20世纪诸多变化的新镇地标就是京街的前伯兰社区大厅（Burland Community Hall，下同）。20世纪早期，该位置为原中心剧院（Hub Theatre，下同）占用。自20世纪中叶，它被一个装饰艺术风格的电影院占用，该影院由霍伊特（Hoyts）院线经营。20世纪60年代中期，该影院改建为一个社区大厅，在1965年更名为伯兰社区大厅。多年来作为社区活动场所，诸如舞会、音乐会、电影放映、会议、聚会、婚宴和社区集市。1986年，该建筑上层由悉尼市立图书馆（City of Sydney Library）新镇分馆接管，由于预算限制而遵循马利维议会的决议关闭其新镇图书分馆。1995年，图书馆搬迁至新场所：近布朗街（Brown Street）的前救世军大教堂（Salvation Army Citadel），而伯兰大厅改建为办公室和零售场所。

### 中心剧院（Hub Theatre）
最显著的本地地标之一就是新镇火车站对面，毗邻旧新镇镇公所（Newtown Town Hall）的中心剧院。原中心剧院位于京街222号，随后迁移到目前的位置：早先这里是个杂耍剧场。1930年改为电影院。自20世纪70年代初起，伴随着澳大利亚审查法律的放宽，被用来放映色情电影和舞台直播“成人”节目，包括长期演出的《法国小女佣》（Little French Maid）。 20世纪90年代早期，该中心作为“色情”场所被关闭，从那以来大部分时间闲置；邓迪（Dendy）连锁的老板试图保留其作为新镇电影院，但并未成功。最近，中心作为现场喜剧和其它该类表演的主场，重现昔日的繁华景象。

## 文化

### 现场音乐

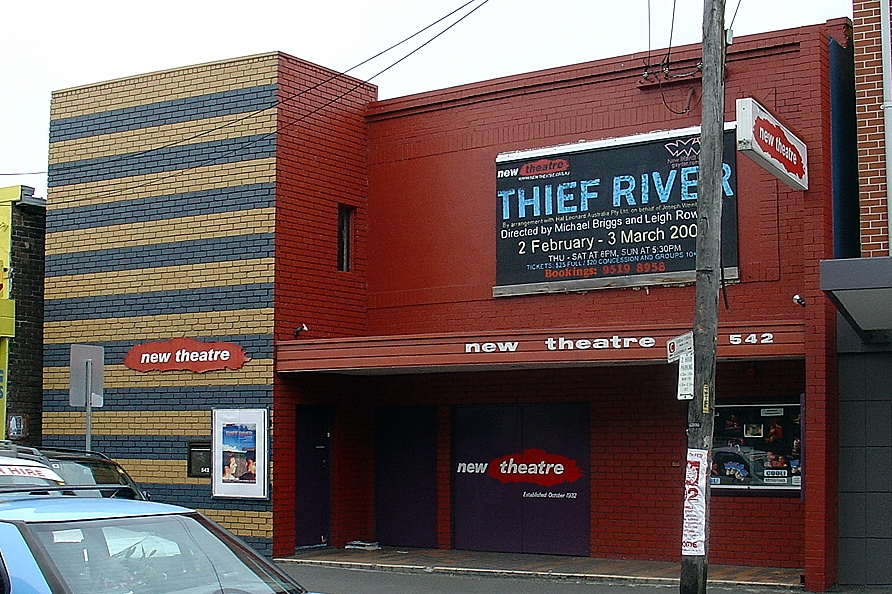
新剧院（New Theatre）

自19世纪末以来，新镇一直是现场娱乐表演的中心。在20世纪80年代，该区的大量酒吧为现场音乐的蓬勃发展提供了物质基础，其中最知名的当属京街的山多利根酒吧（The Sandringham，下同）。这一时期中脱颖而出的澳大利亚乐队中，最广为人知的一支便是“惠特拉姆乐队”（The Whitlams），他们曾在“山多”（山多里根酒吧的昵称）驻唱多年。80年代中期，音乐人约翰·肯尼迪（John Kennedy）曾专门创作一支乐曲向新镇区（Newtown）致敬；在他的这首单曲《身处国王街我便是国王》（On King St I'm A King）中，歌词提及了新镇许多著名地标建筑以及知名人士，例如“钢丝人”（当地一个以收集钢丝、钢制晒衣钩著称的奇人）、莫瑞斯氏黎巴嫩餐厅，以及寇氏“新世界”超市（现已改建为邓迪电影院（Dendy Cinema））。
在整个90年代，新镇被认为是独立摇滚（indie rock）的中心，不仅居住着大量的音乐家，还拥有位数不少的现场表演场所。九十年代末屈指可数的热门场所包括：高德曼（又称新镇退伍军人俱乐部）（Goldmans / Newtown RSL）、环球（The Globe）、反响（Feedback），以及山多利根酒吧。这些场所无一例外都于90年代末相继歇业。其中，新镇退伍军人俱乐部在被彼得镇退伍军人俱乐部（Petersham RSL Club）收购接手后，改名“@新镇”（@Newtown），作为一个新的音乐表演场重新开张。
近年来，由于山多利根酒吧（此地常客昵称其为“山多”（Sando））将酒吧二楼改建为一个表演厅，并在酒吧一楼继续提供小型乐队、乐团的现场表演，成功引领了新镇区现场音乐文化的“文艺复兴”。该区新近开设的一个小型现场音乐场所是位于京街北端的“先锋”酒吧（The Vanguard）。同时，该区还有人气不减当年的“大剧院级”恩莫尔剧院（Enmore Theatre，下同）。

### 剧院
在新镇及其周边区域，独立剧院以及现场表演场所十分密集，其密集度全悉尼首屈一指。该区的剧院包括：
- 新剧院（New Theatre），组建于1932年，是澳大利亚所有持续提供演出的剧院中历史最悠久的一间。
- 新镇剧院（Newtown Theatre），位于新镇南区（Newtown South），京街及布瑞街（Bray Street）交汇路口。
- 恩莫尔剧院，位于恩莫尔路。（实际上该剧院地属恩莫尔区）。
- 新镇表演艺术公立中学（Newtown High School of the Performing Arts）。

在20世纪70、80年代，悉尼中心商务区（Sydney CBD）的大量剧院、电影院以及音乐表演场所都被拆除。由于缺乏真正“大剧院级”的表演场所，所以位于恩莫尔路的恩莫尔剧院便成为悉尼最热闹的中型剧院级音乐会场。

### 节日
新镇每年定期举办多个节日庆祝活动。

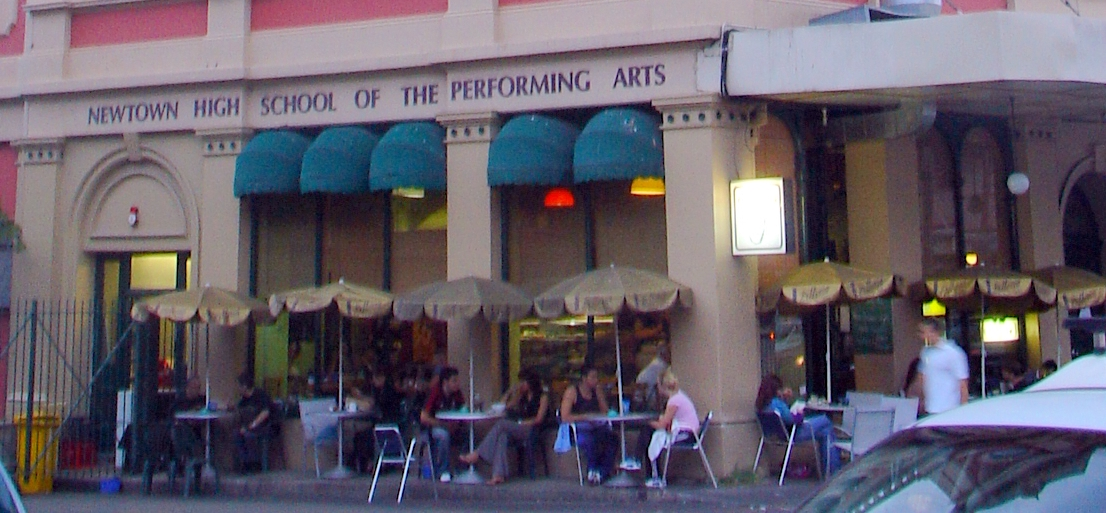
新镇表演艺术公立中学（Newtown School of Performing Arts）门口的咖啡店

新镇街头艺术节（Newtown Festival）是一个免费社区文化节，始于1981年，每年定期在圣史提芬教堂（St. Stephen’s Church）旁边的坎珀当纪念公园（Camperdown Memorial Park）举办，包含各种免费的现场音乐、活动、学习班以及现场摊贩。该艺术节旨在为新镇社区邻里中心（Newtown Neighbourhood Centre）筹款，该中心则是一个专为该区非英语使用者、老年人、残疾人以及穷人提供救助的协会。极具争议的是，2006年该艺术节首次在一个围栏封闭起来的区域内举行。
飨宴节（Feastability），是新镇的美酒美食节，由马利维议会组织举办。节日不仅展出该区精选全球各地的料理以及澳大利亚本地的葡萄酒，还有当地酒吧、啤酒商、面包店以及糕点店参加。该节日创始于90年代中期，每年九月的最后一个星期天举行，最早的一次仅在“中院”（The Hub，即中心剧院的简称）外搭起了六个摊位而已。而其规模现今则发展至超过40个摊位、全天候的音乐、艺术表演以及儿童活动；其活动地也移至了新镇表演艺术学校（Newtown School of Performing Arts）。
蓝月之下哥特鬼节（Under the Blue Moon Festival）则是九月举办的一个另类社区节日。这一节日包括多种不同的娱乐表演、现场音乐、讨论会、街头表演、时装表演，以及其他各种次文化的展示活动。其中最主要的是展示哥特文化。本地的商家（例如另类发型师）以及特殊群体，在节上分别提供多种娱乐活动，当地的停尸房甚至还会展出棺材。
悉尼艺穗节（The Sydney Fringe）则是在2010年九月首次举办的一个为期两周的另类艺术节。该节日是新镇娱乐区管理协会（Newtown Entertainment Precinct Association）开展的一项企划，活动地分布于新镇、恩莫尔以及马利维（Marrickville，下同）的不同场所。

### 体育
新镇联盟式橄榄球俱乐部队“新镇喷气机队”（Newtown Jets） 组建于1908年，是澳大利亚现存的最老的一支联盟式橄榄球队。他们所参加的“新南威尔士杯超级联赛”（NSWRL Premier League）比“澳大利亚全国橄榄球联盟赛”（NRL）低一个级别，但在其位于马利维的亨森公园运动场（Henson Park）仍有大批主场球迷拥趸。

### 电影与电视
20世纪60年代末，由罗威娜·华莱士（Rowena Wallace）与肯·肖特（Ken Shorter）主演的澳大利亚电视连续剧《世事难料》（You Can't See Round Corners）轰动一时，片中肯·肖特（Ken Shorter）饰演的角色为逃避兵役，藏身新镇。
80年代中期，彼得·凯里（Peter Carey）的小说《福祐》（Bliss）被改编为同名电影，导演雷·劳伦斯（Ray Lawrence）相中了京街上的一所西班牙布道院风格的加油站，在此取景。影片中，利奈特·柯伦（Lynette Curran）饰演了哈利·乔（Harry Joe）的妻子贝蒂娜（Bettina），这个角色童年时期住家的场景就是在这个加油站拍摄的。
亚历克斯·普罗亚斯（Alex Proyas）导演的电影《车库摇滚》（Garage Days）描绘了驻扎新镇的一个虚构的独立摇滚乐队，在新镇广泛取景；而由休·杰克曼（Hugh Jackman）主演的另一部电影《逃离家园》（Erskineville Kings）则大量取景于新镇与亞士堅胡。
澳大利亚广播公司（ABC）的电视连续剧《爱情算个屁》（Love Is a Four Letter Word）由音乐人兼演员的彼得·芬顿（Peter Fenton）主演，每一集都有不同的现场乐队参演，剧中大量镜头都拍摄于澳大利亚街（Australia Street）上的大法院酒店（Courthouse Hotel）。
圣史提芬教堂（St. Stephen’s Church）以及坎珀当公墓（Camperdown Cemetery）亦经常在电视、电影及其他各类影视作品中出现，例如电影《沙漠妖姬》（Priscilla， Queen of the Desert）等。

### 涂鸦与街头艺术
新镇地区的创意涂鸦和街头艺术也享有盛誉。这些艺术作品中最突出的则是20世纪80年代末90年代初创作的大型壁画。这些壁画都绘制在该区店铺、住宅外墙上。另外，近年来，利用简易喷涂在墙面上打下的“个人标记”在该地区内激增；不过最近一段时间，喷涂标记发展得越来越具有风格，远比那些大街小巷随处可见的、污染墙面的简易签名喷字涂鸦要精细得多。
壁画中比较有名的包括有京街上的美国人权领袖马丁·路德·金（Martin Luther King Jr.）肖像画（创作者：安德鲁·艾肯（Andrew Aiken）（疑似），茱莉·普雷尔（Juilee Pryor）），高里街（Gowrie Street）上的“巨浪”壁画，京街上的“非洲地图”壁画以及麦克唐纳城火车站（Macdonaldtown station）对面墙上的“三个骄傲的人”壁画（由1968年墨西哥城奥运会上所拍摄的一张照片复制而成）。

### 同性恋文化
新镇的同性恋社区可延伸至格利伯（Glebe）、莱卡特（Leichhardt）、安嫩代尔（Annandale）、马利维、恩莫尔以及达利奇希尔（Dulwich Hill）。悉尼以前开办得最好的两个同性恋酒吧就位于新镇区，其中一个是京街上的新镇酒店（Newtown Hotel），另一个则是不远处亞士堅胡道（Erskineville Road）上的帝国酒店（Imperial Hotel）。（后者亦正是电影《沙漠妖姬》（Priscilla， Queen of the Desert）中出现的那个著名的有男扮女装表演的酒吧）。新镇酒店（Newtown Hotel）的业主曾于2007年11月突然中止了房屋租赁续约谈判，并将酒吧的营业者拒之门外，之后此处物业就一直空置。帝国酒店（Imperial Hotel）也曾于2007年停业装修，但直到2010年才重新开业，而其开业后紧接着便是与当地议会之间漫长的营业执照拉锯战。
桑吉吧（Zanzibar）等一些酒吧拥有忠实的女同性恋顾客。同时，由于班克酒店（The Bank Hotel）与狡狐酒吧（The Sly Fox）都在星期三举办“女士之夜”活动，所以星期三之夜极具人气。
新镇的同性恋咨询服务部（The Gay and Lesbian Counselling Service）为居住在新南威尔士的同性恋提供免费电话咨询服务。另外，“二十一零”（Twenty 10）这个组织则面向26岁以下的男同性恋、女同性恋、双性恋、变性者、有同性恋倾向或有性别认知问题的年轻人，如果他们因此类问题而在家庭中遇到困难，或甚至不得不暂时加入到无家可归者的行列，那么该组织可向他们提供帮助。

## 人口

### 人口统计
2001年的澳大利亚人口和住房统计局数据显示，在新镇邮政编码1.9平方公里的地区内，人口达15，027人。其中49％为女性，51％为男性。33％出生于海外。该地区内排名前八位的宗教信仰依次为：无宗教信仰，天主教，圣公会，东正教，佛教，联合教会，长老会和归正宗，以及其它基督教。三种最常见的住宅形式依次为：半独立的联排房屋或别墅、公寓或单元房、独立房屋。

### 名人居民

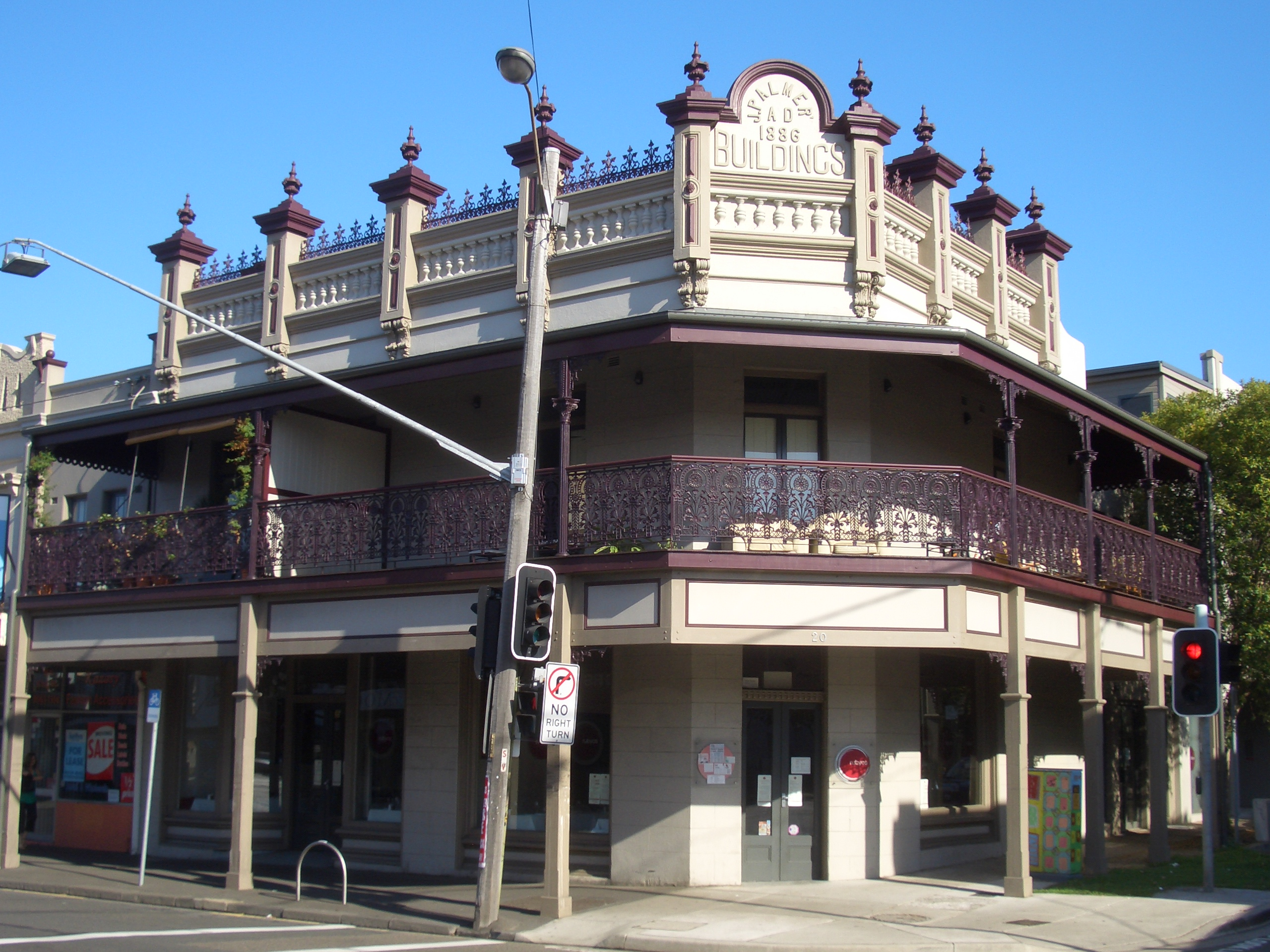
京街的店铺：新近返修了阳台廊檐的帕尔玛楼(Palmer Buildings)，位于京街北

- 玛丽·莱蓓（Mary Reibey）（1777 - 1855），具有开拓进取精神的企业家，她的头像被印制在20澳元钞票上
- 托马斯·布朗（Thomas Browne）（1826 - 1915），拥有十七部长篇小说的作者，其中包括以罗尔夫·博尔德沃德（Rolf Boldrewood）为笔名所作的经典名著《武装抢劫》（Robbery Under Arms）
- 约翰·维利耶·法罗（John Villiers Farrow）（1904 - 1963），奥斯卡奖得主，澳大利亚电影导演，女演员米亚·法罗（Mia Farrow）和普鲁登斯·法罗（Prudence Farrow）的父亲
- 克里斯丁·安努（Christine Anu），流行歌手
- 默里·库克（Murray Cook），“扭扭扭”（The Wiggles）澳大利亚儿童音乐团成员
- 尼古拉斯·哈丁（Nicholas Harding），阿切博尔德奖（Archibald Prize）肖像画奖得主
- 莫妮卡·翠帕加（Monica Trapaga），前儿童节目主持人和爵士乐歌手
- 伊格内修斯·琼斯（Ignatius Jones），艺人，80年代摇滚乐队“吉米和男孩们（Jimmy And The Boys）”前主唱歌手
- 保罗·曼可（Paul Mac），调音师及音乐制作人
- 恩达·马基（Enda Markey），流行歌手，演员，歌舞明星
- 道恩·奥多内尔（Dawn O'Donnell）（1928 - 2007），著名的商业和夜总会老板，同性恋权利活动家
- 亚当·斯宾塞（Adam Spencer），数学家，科学广播员，广播电视名人
- 弗兰泽尔·罗姆（Frenzal Rhomb），创建于新镇的乐队
- 惠特拉姆乐队（The Whitlams），流行乐队
- 青年组合（Youth Group），独立摇滚乐队，最有名的是他们翻唱的流行歌曲《永远年青》（Forever Young）
- 天使唾液（Angelspit），工业音乐二人组
- 弗兰·尼（Fran Knee），时尚设计师

### 政府治理
像悉尼大部分的中心和内城区一样，新镇是支持澳大利亚工党（Australian Labor Party，下同）的传统“心脏地区”之一。正因为新镇和其他地区均在悉尼市议会范围内，因此澳大利亚工党能够控制议会达几十年之久。

### 地方政府
新镇被分为马利维议会和悉尼市两个地方政府区域（Local Government Areas）。
罗伯特·阿斯金（Robert Askin）的自由党（Liberal Party of Australia，下同）州政府于1966年上台，热衷于打破工党对悉尼的控制。1967年，阿斯金取消了市议会，建立了行政法庭，在意见不一的情况下重新划分了市区的边界，导致了新镇以前的许多区域被重新分配到邻区南悉尼和马利维，将工党投票人口的重要部分迁移出悉尼市议会选取区。

### 州政府
新镇大部分地区属于马利维选举区内，由当时的副总理安德鲁·雷夫史豪格（Andrew Refshauge）代管直到他2005年8月10日辞职。由此产生的补选于2005年9月17日举行，卡梅尔·泰芭特（Carmel Tebbutt）赢得该职位。

### 联邦政府
以联邦政府选区规划来看，新镇一部分地区位于格赖恩德勒 (Grayndler，即格赖恩德勒选区)，该选区的选民代表是工党的安东尼·阿尔巴内塞（Anthony Albanese）；另一部分则位于悉尼选区，选民代表是工党的坦尼娅·普利伯塞科（Tanya Plibersek）。
在2001年选举中，两选民区都出现大量绿党（Australian Greens，下同）选票，这是绿党候选人所预期到的，在2004年选举中工党将得到主要位置，而非自由党。虽然自由党最终还是勉强保持其领先优势，超过了这些选区的绿党选票。

## 相片册

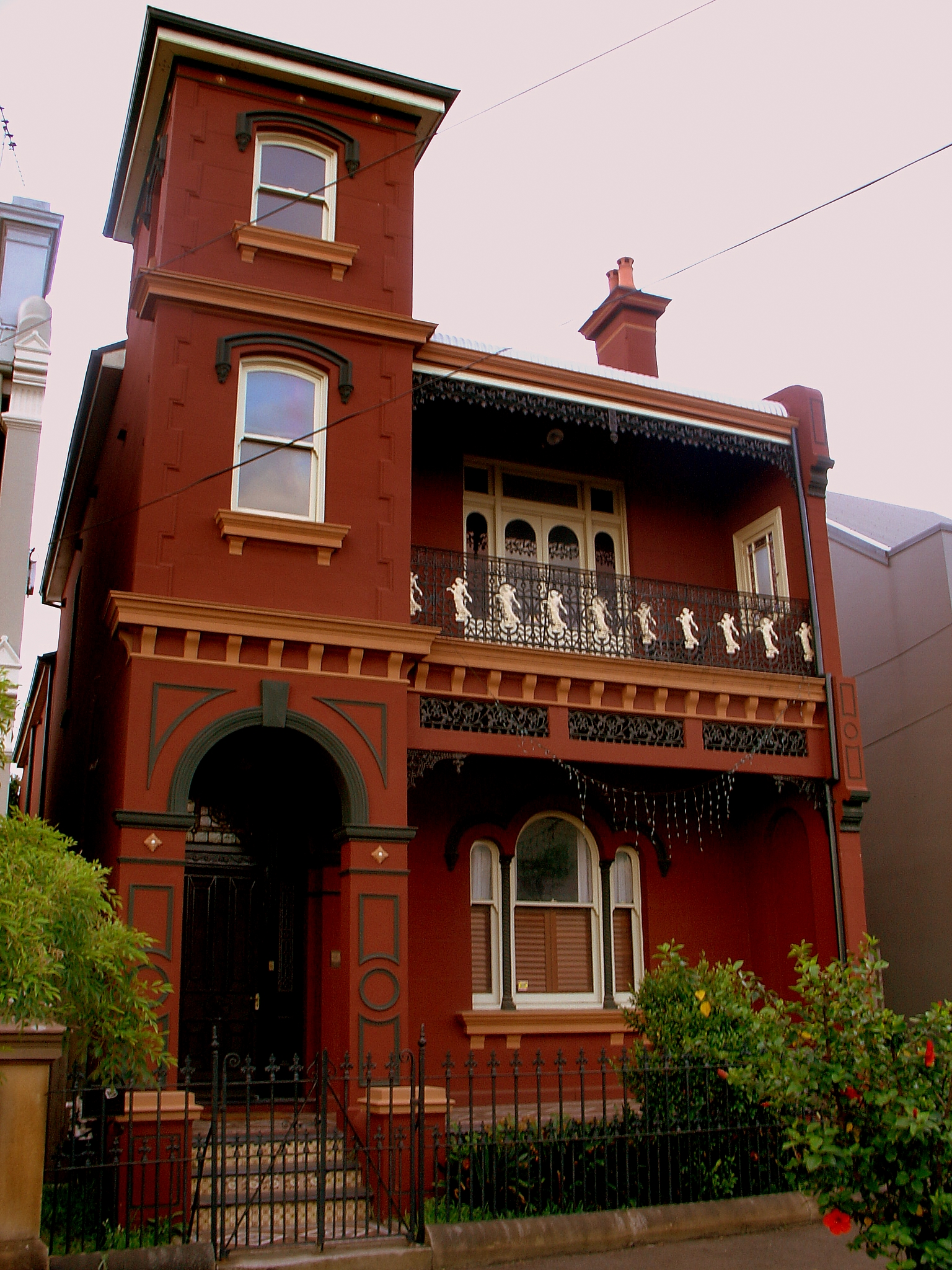
迪克逊街（Dickson Street），修复后的19世纪雄伟住宅楼
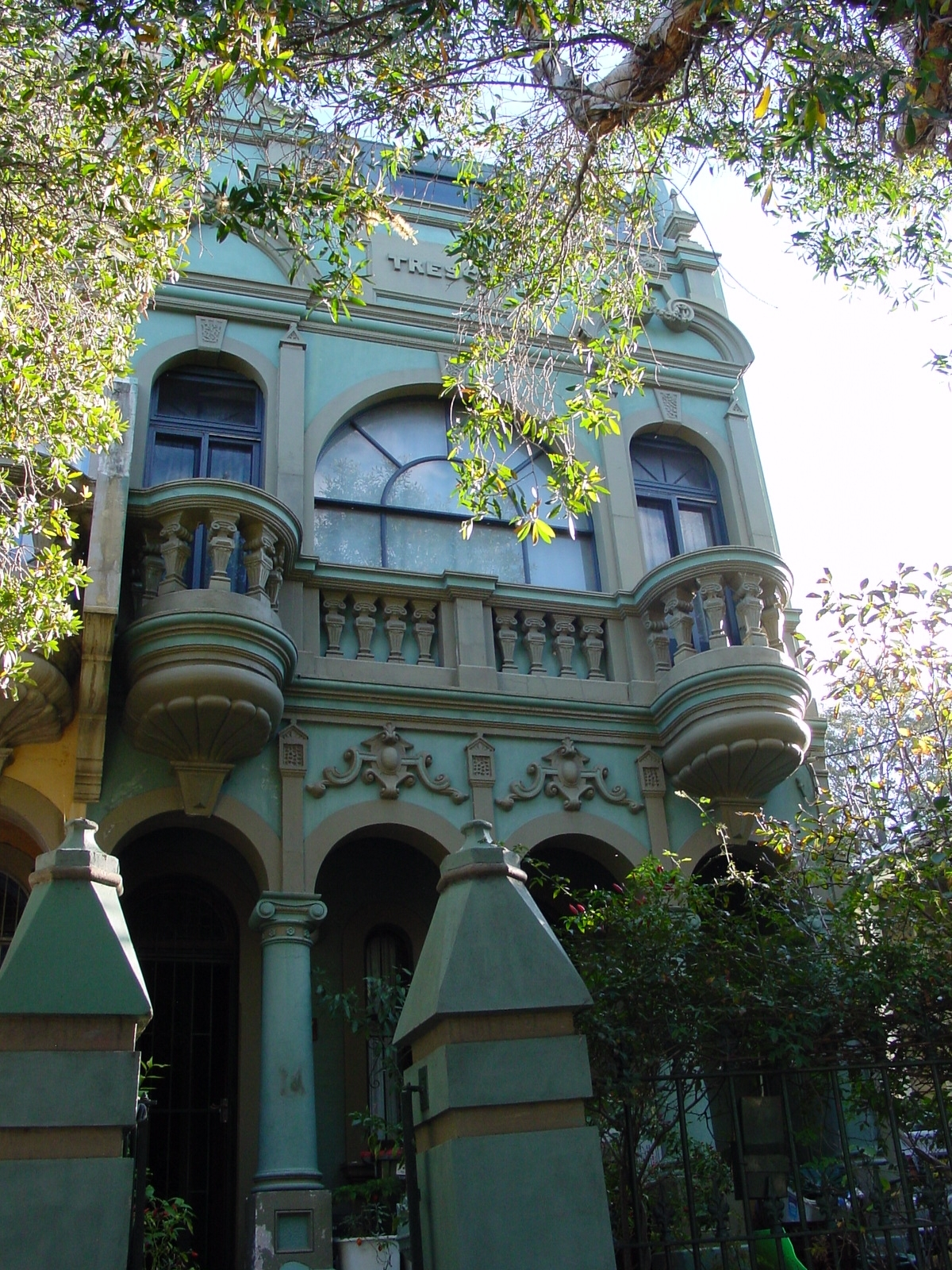
沃特金街（Watkin Street）的特雷斯科楼（Tresco）是精心装修的意大利风格联排屋
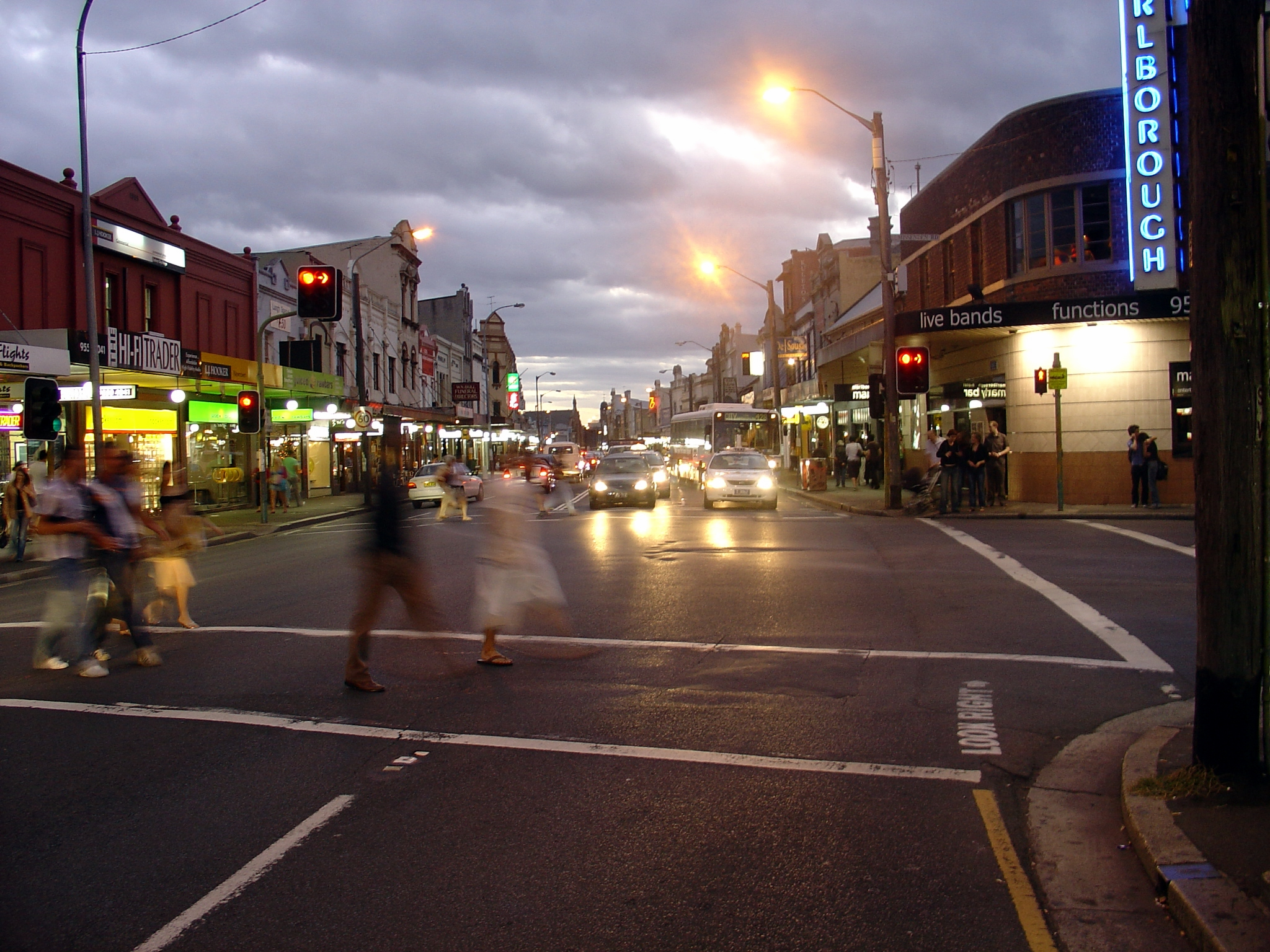
新镇，夜晚的京街
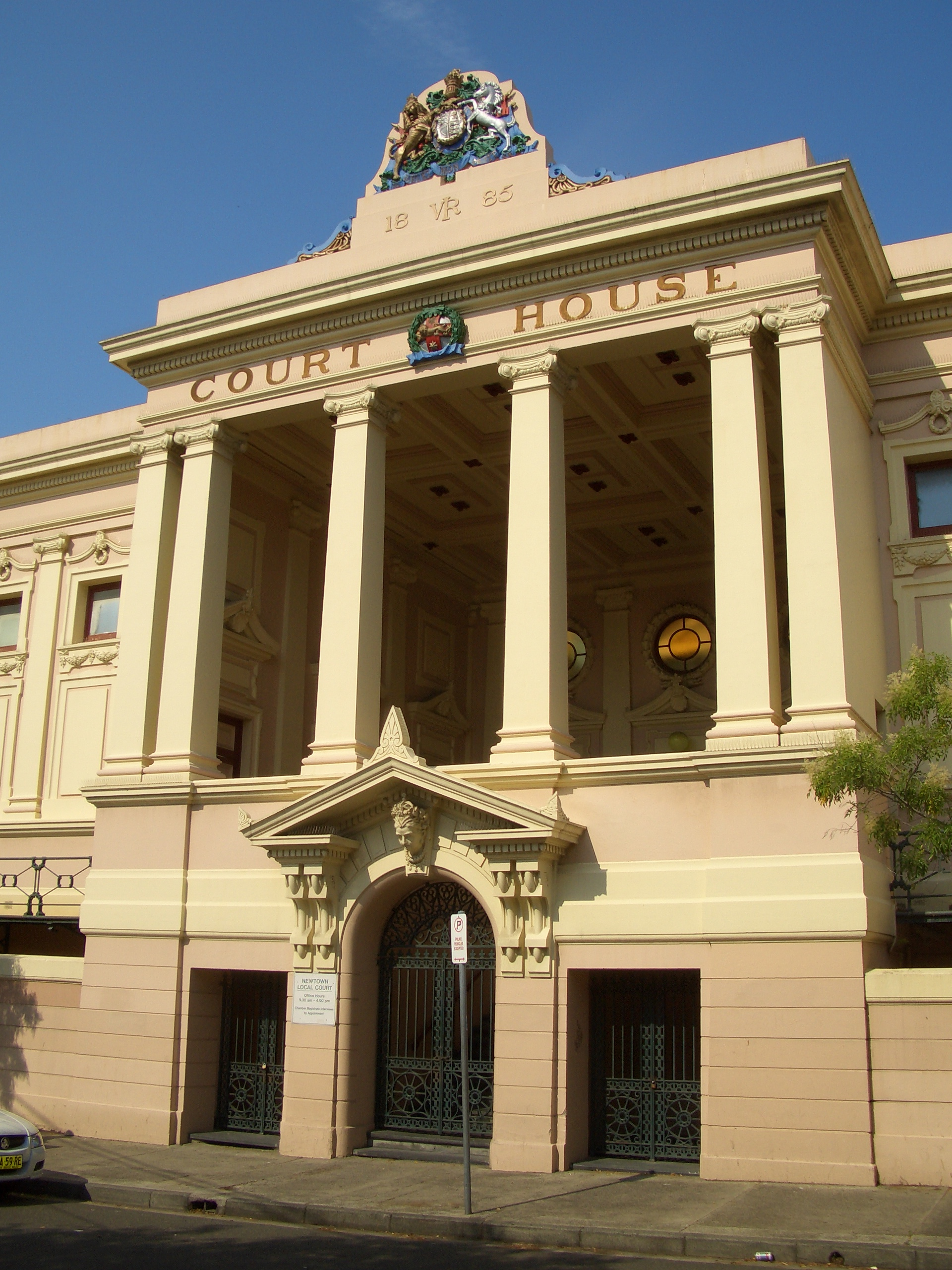
由建筑师詹姆斯·巴尼特（James Barnet）在1885年设计的新镇法院（Newtown Court House）
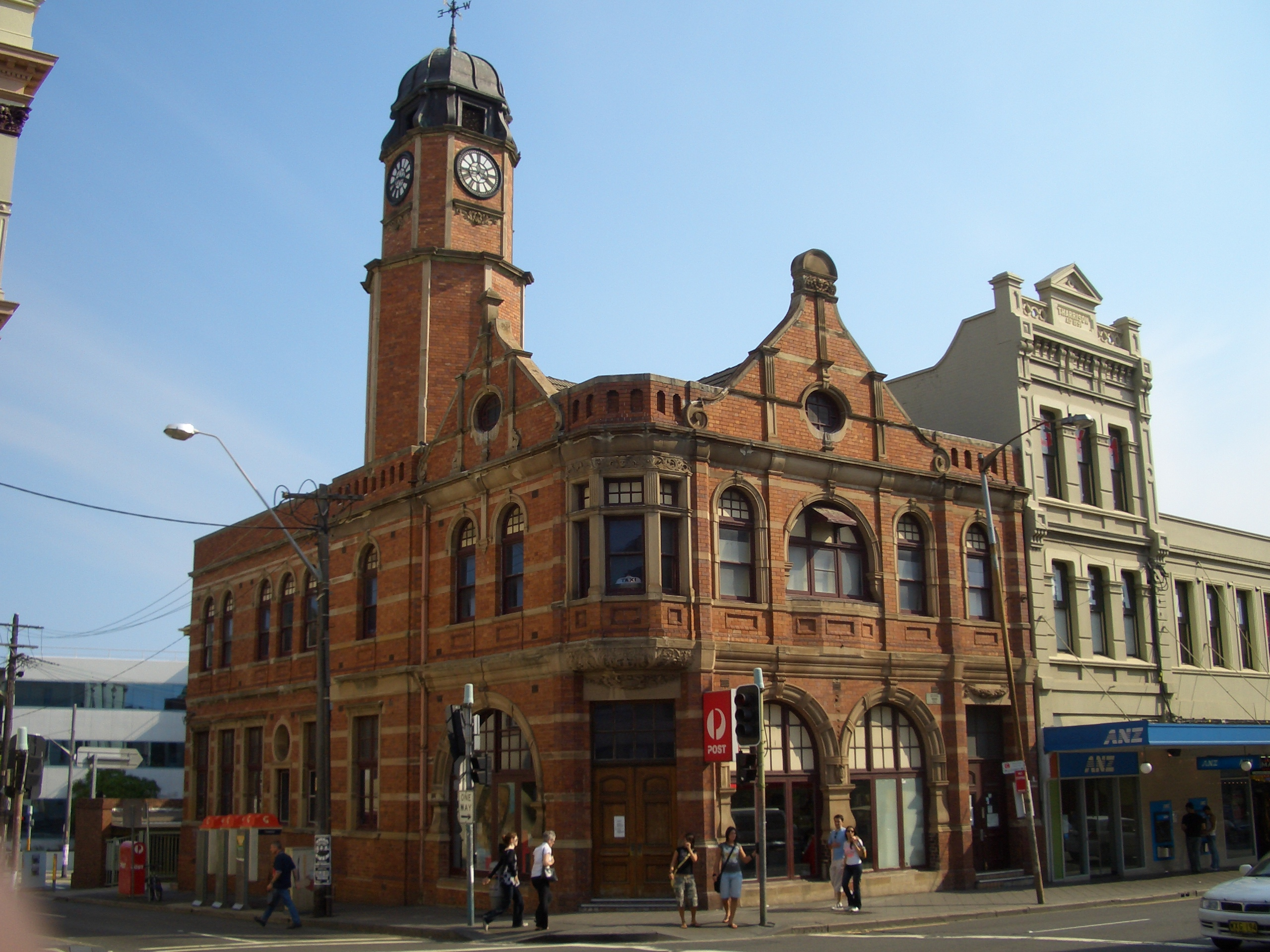
新镇邮局（Newtown Post Office）
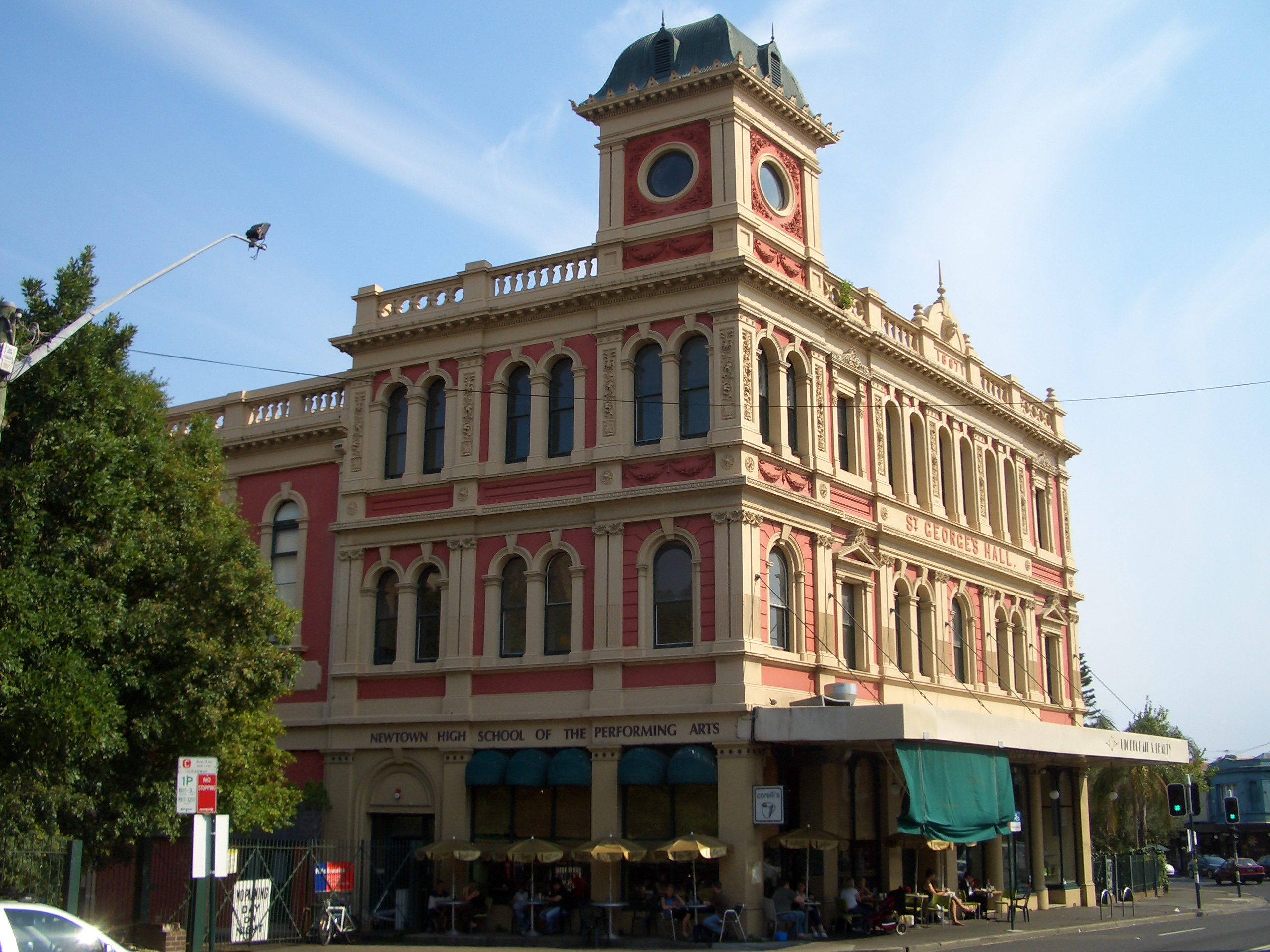
圣乔治大厅（St George's Hall），建于1887年
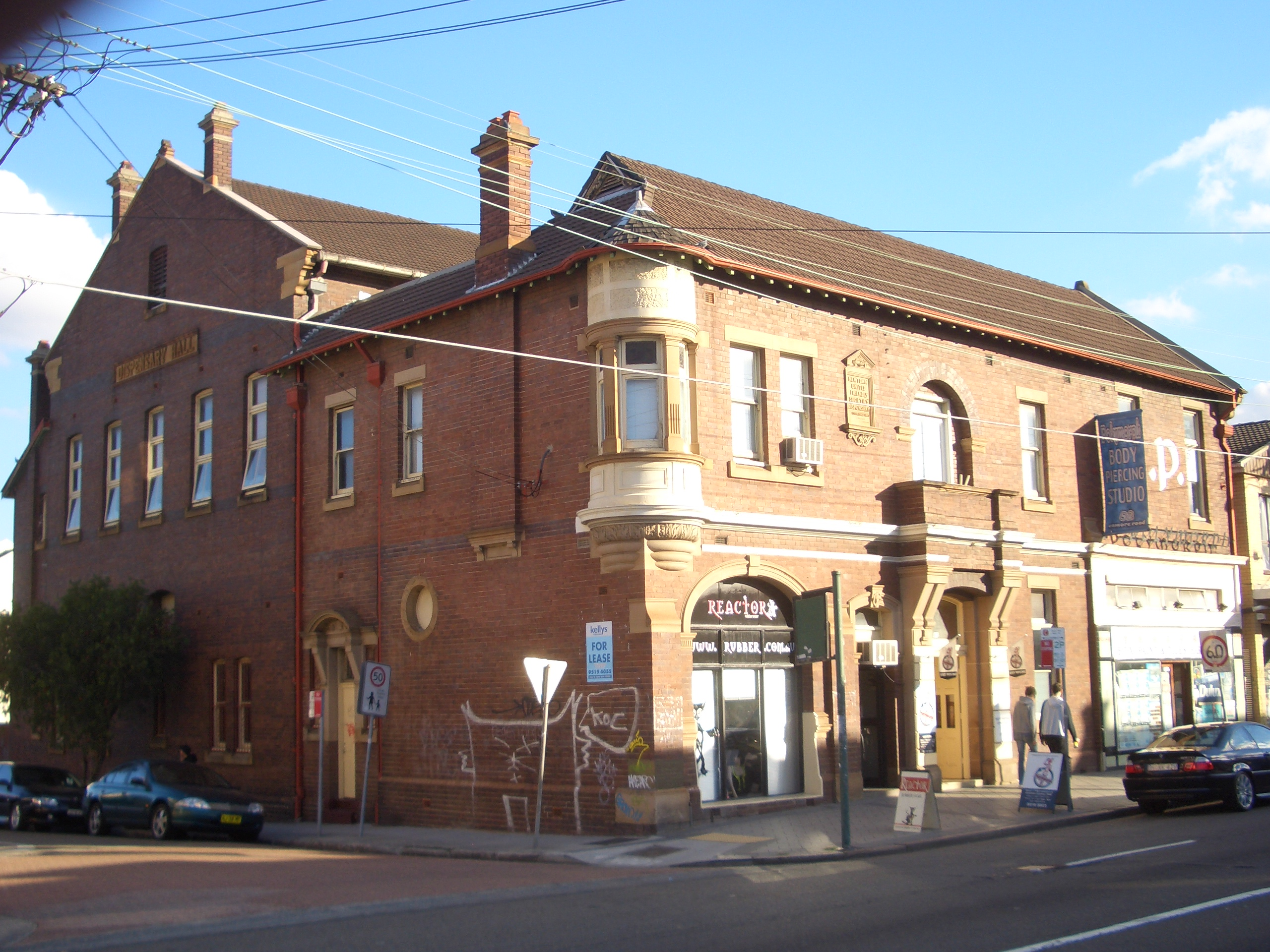
烟摩道，诊疗所大厅（Dispensary Hall）
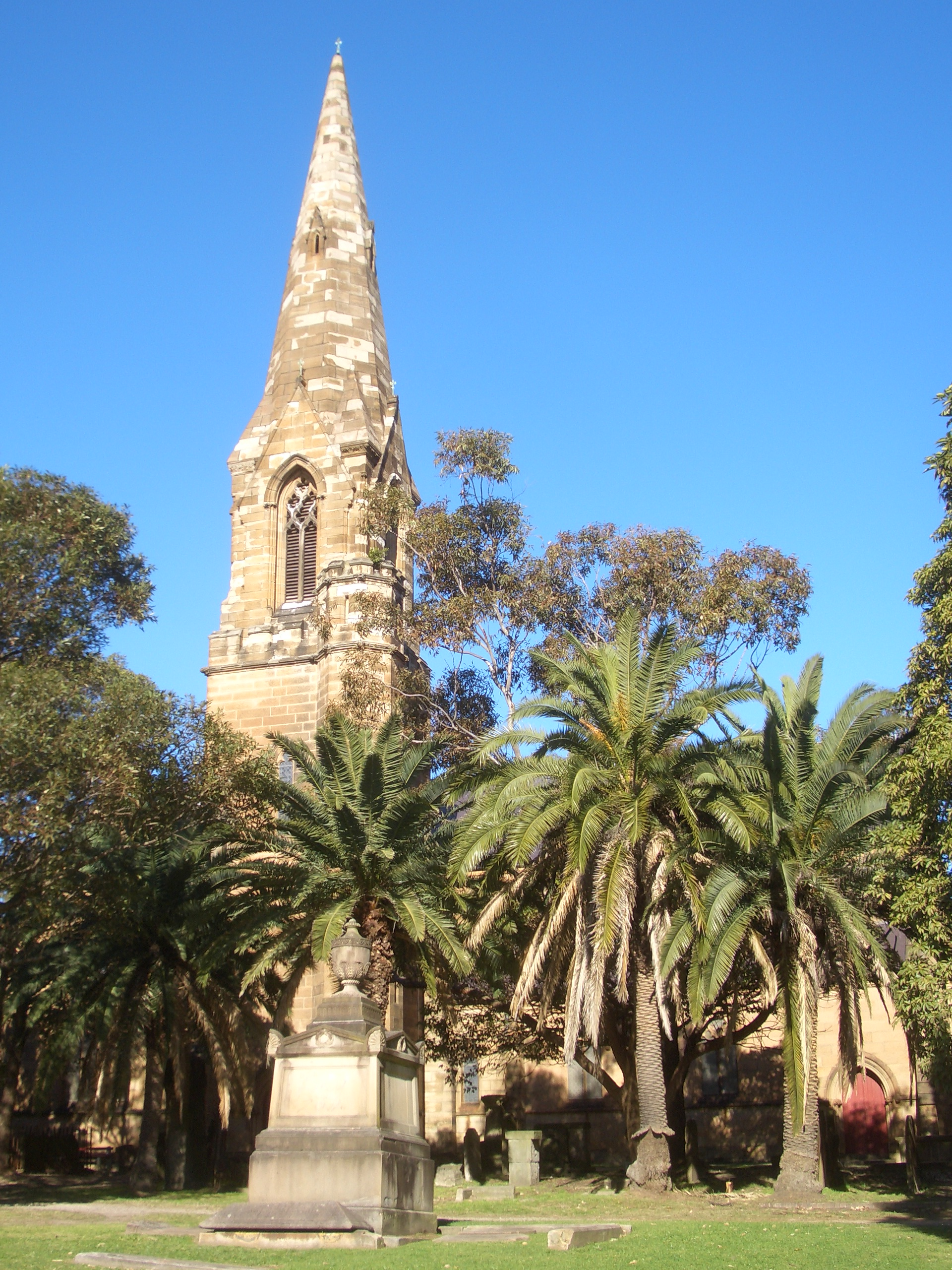
圣公会圣司提反堂（St Stephen's Anglican Church）
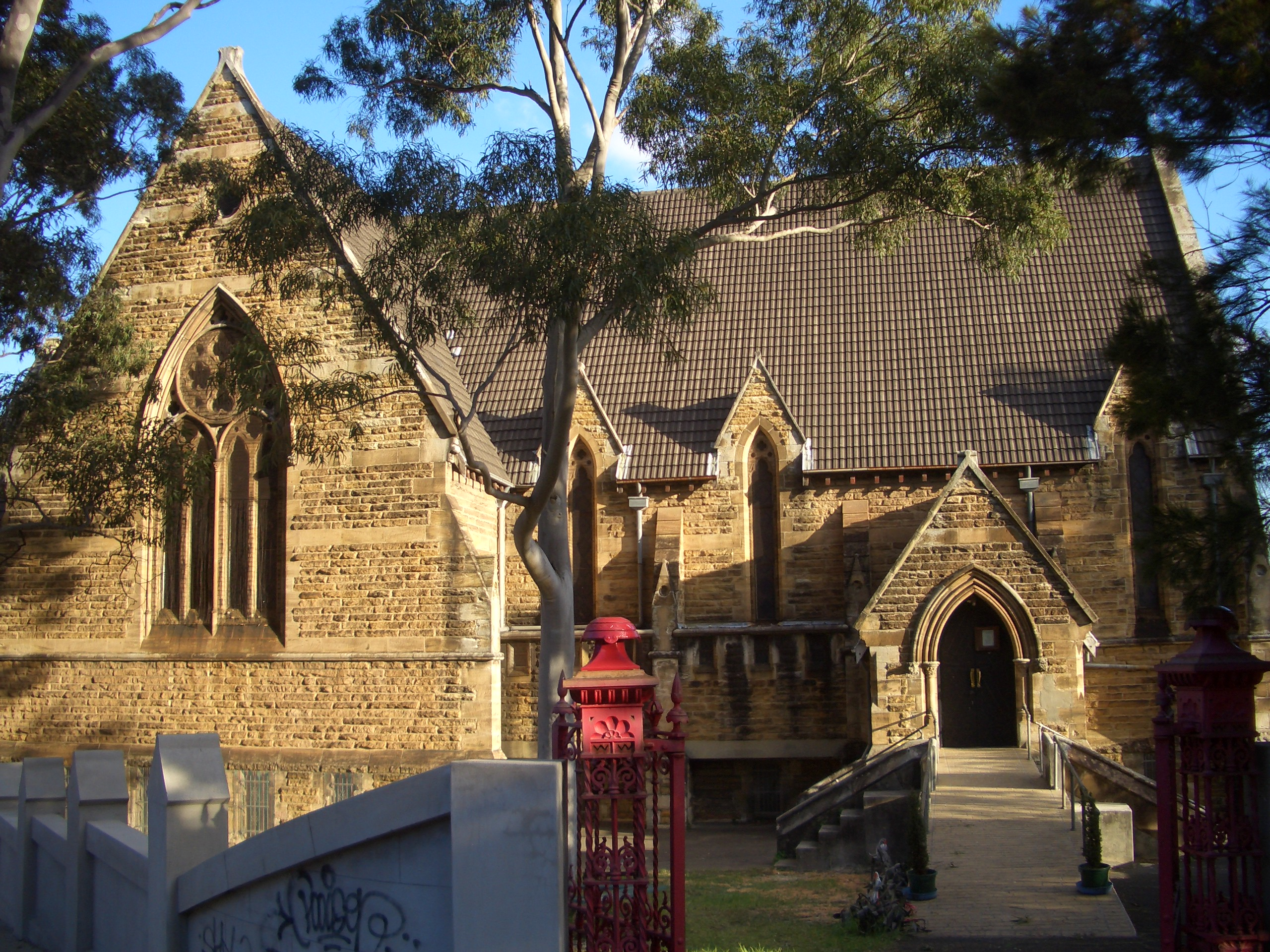
天主教圣若瑟堂（St Joseph's Roman Catholic Church）
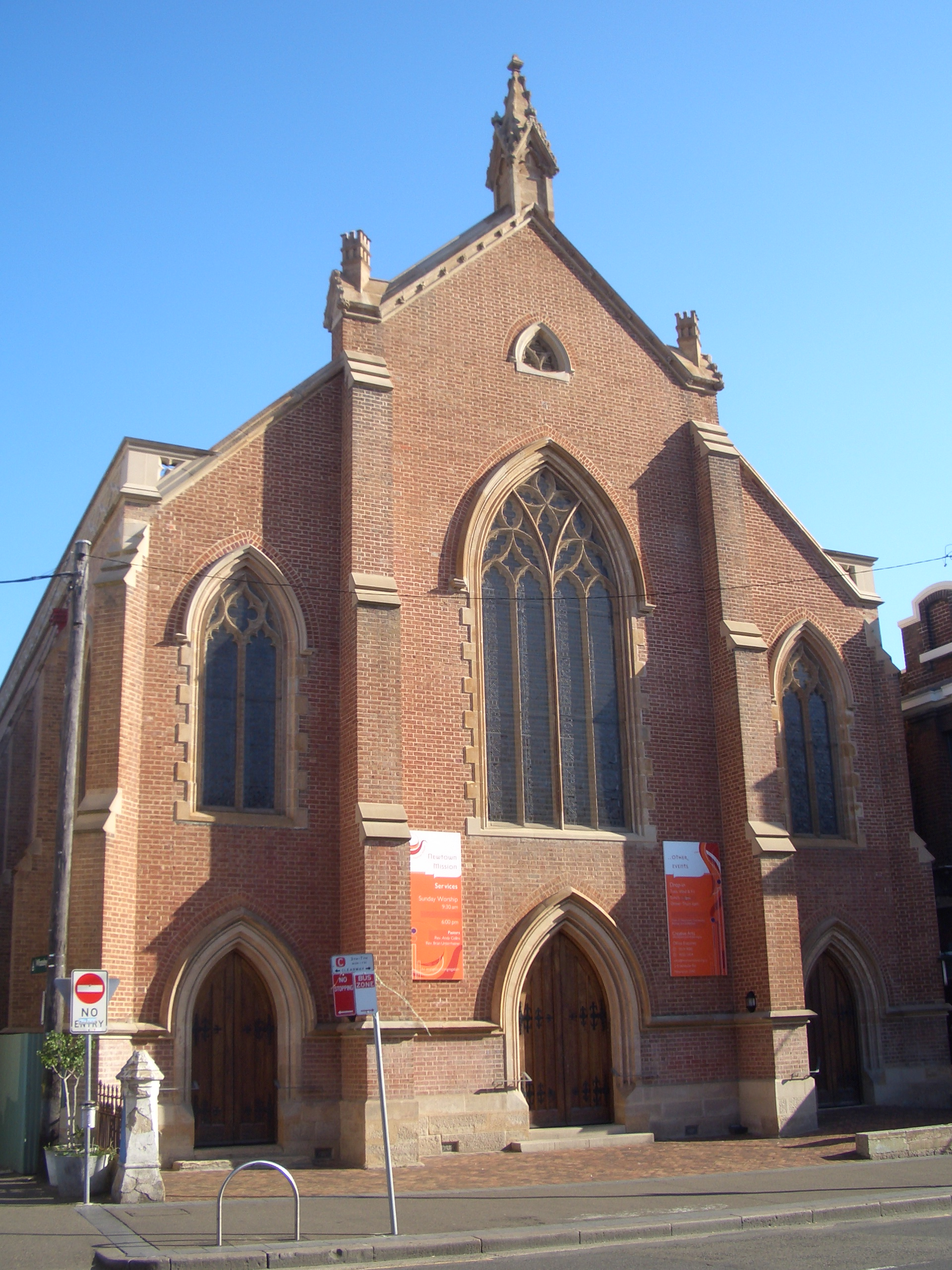
新镇教会（又名教会合一使命团教堂，Mission Uniting Church）
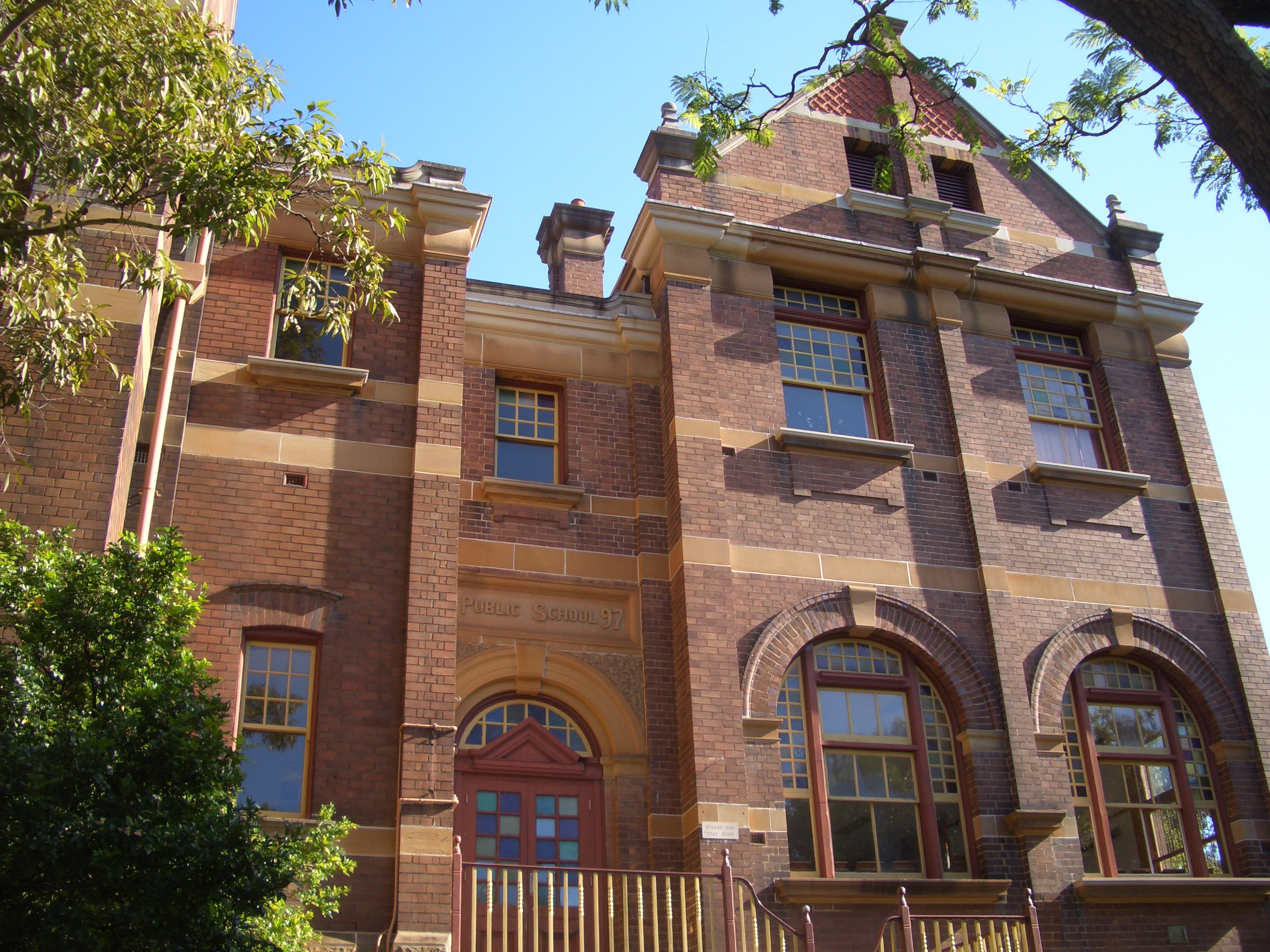
北新镇公立学校（Newtown North Public School）

## 外部連結
- Newtown Neighbourhood Centre （页面存档备份，存于）
- The Newtown Project, historical documents from Newtown （页面存档备份，存于）
- Marrickville Council website （页面存档备份，存于）
- Council of the City of Sydney website （页面存档备份，存于）
- Newtown Jets Rugby League Football Club （页面存档备份，存于）
- Newtown Precinct: Information about theatre performances and other live entertainment
- Newtown Festival
- Enmore Theatre[永久]
- The Vanguard （页面存档备份，存于）
- Newtown CityPoem, a mural in Newtown